# ファザーリング・ジャパン
特定非営利活動法人ファザーリング・ジャパンは、「Fathering（父親であることを楽しもう）」の理解・浸透を目的として2006年に設立された特定非営利活動法人（NPO法人）である。

## 活動内容
- 講演会、セミナー
- 企業提携・コンサルティング
- ファザーリング・スクールの開催
- 全国フォーラムの開催
- 緊急フォーラムの開催
- 中高年男性のエンパワーメント（イクジイプロジェクト）
- ママも笑顔に！（マザーリングプロジェクト）
- 東日本大震災特別支援活動（パパエイド募金）
- 父子家庭支援（フレンチトースト基金）
- 産後うつの対応と予防事業（ペンギンパパプロジェクト）
- 男性の育休取得推進（さんきゅーパパプロジェクト）
- 父親向け検定試験、子育てパパ力（ぢから）検定の主催
- 学生ホームステイ体験（ファザーリング・ホームステイ）

## 支部
- ファザーリング・ジャパン東海
- ファザーリング・ジャパン関西
- ファザーリング・ジャパン中国
- ファザーリング・ジャパン九州
- ファザーリング・ジャパン学生組織